# Air Pegasus
Air Pegasus era uma companhia aérea regional indiana com sede em Bangalore e no Aeroporto Internacional de Kempegowda. A companhia aérea era subsidiária da Decor Aviation, uma empresa de serviços de manuseio em solo de aeronaves. Ele iniciou suas operações em 12 de abril de 2015 com seu voo inaugural entre Bangalore e Hubli. A companhia aérea suspendeu as operações em 27 de julho de 2016, enfrentando dificuldades financeiras. Naquela época, a Air Pegasus atendia oito aeroportos no sul da Índia com um hub no Aeroporto Internacional Kempegowda em Bangalore, usando uma frota de três aeronaves ATR 72-500. A licença de voo foi suspensa pela DGCA em 22 de novembro de 2016. O diretor administrativo Shyson Thomas declarou no final de 2017 que a Air Pegasus voltaria aos céus no início de 2018, já que a empresa havia formado um relacionamento com a Dawn Aviation e estava prestes a saldar todas as suas dívidas. Vários casos foram movidos contra o presidente da Air Pegasus, Shyson Thomas, o tímido Thomas e o filho Ashwin Thomas, que era diretor administrativo. Até a data, nenhuma dívida foi liquidada e o escritório da Air Pegasus foi desocupado de seu endereço rodoviário em MG.

## História
A Air Pegasus recebeu sua primeira aeronave ATR 72 em setembro de 2014. Recebeu sua Licença de Operador Aéreo (AOP) em 24 de março de 2015 e, posteriormente, iniciou suas operações em 12 de abril de 2015 com seu voo inaugural de Bangalore para Hubli.
A companhia aérea suspendeu as operações em 27 de julho de 2016, alegando que a suspensão era temporária e devido a problemas técnicos. No entanto, os problemas foram posteriormente revelados de natureza financeira. Os locadores de aeronaves abordaram o Diretório Geral de Aviação Civil da Índia (DGCA) para cancelar o registro de suas três aeronaves alugadas para a Air Pegasus depois que a companhia aérea não pagou o aluguel. A Air Pegasus concordou em devolver 50% de suas dívidas aos locadores e disse que pagaria o restante em parcelas assim que os voos retomassem.
O acordo da Air Pegasus com os locadores entrou em colapso, e a DGCA cancelou o registro de toda a frota da companhia aérea em outubro de 2016. No final do mês, entretanto, o diretor-gerente da Air Pegasus, Shyson Thomas, afirmou que estava trabalhando para obter um ATR 72 e retomar os voos até 15 de novembro.
Em 5 de outubro de 2016, a DGCA emitiu um aviso de causa espetacular à Air Pegasus, perguntando por que o seu AOP não deveria ser suspenso por não realizar as operações. O regulador deu 15 dias para a transportadora regional responder ao seu aviso. Uma vez que a transportadora não deu garantias de retomada da sua operação, a DGCA suspendeu a sua licença de voo em 22 de novembro de 2016.
No início de 2017, a Air Pegasus tentou trabalhar com outra companhia aérea que ainda não havia iniciado as operações, a FlyEasy ; esta última compraria 74% das ações da Air Pegasus. No entanto, a Air Pegasus não recebeu os fundos apropriados e o negócio fracassou. No final do ano, Thomas anunciou que a Air Pegasus havia entrado em cooperação com a Dawn Aviation, que teria uma participação de 60% na companhia aérea. Ele afirmou ainda que as dívidas anteriores da empresa estão em fase de liquidação. Thomas esperava retomar os voos no primeiro trimestre de 2018 usando ATR 72-500s alugados.

## Frota
A Ch-aviation informou em dezembro de 2017 que a Air Pegasus havia chegado a um acordo com uma empresa de leasing para o aluguel de um único ATR 72-500. A companhia aérea planeja obter dois ATRs adicionais posteriormente em 2018 da Vietnam Airlines.
| Aeronaves | Total | Período de operação | Notas |
| --------- | ----- | ------------------- | ----- |
| ATR 72    | 3     | 2014-2016           |       |
| Total     | 3     |                     |       |